# Bekleidungsphysiologie
Die Bekleidungsphysiologie ist das Wissen um die planmäßige Konstruktion funktioneller Kleidung. Ziel ist es dabei, die physiologischen Vorgänge im Körper optimal zu unterstützen. Dazu gehört, dass die Textilien bei Kälte eine ausreichende Wärmeisolation bieten und bei Wärme oder körperlicher Belastung der Schweiß vom Körper weg und an die Umgebung abgegeben wird, um die Kühlung des Körpers zu unterstützen.

## Trage- und Schlafkomfort

### Thermophysiologischer Komfort
Die Fähigkeit von Kleidung zum Feuchte- und Wärmemanagement wird als thermophysiologischer Komfort bezeichnet. Zusammen mit dem Empfinden von Textilien auf der Haut (hautsensorischer Komfort) macht er den physiologischen Tragekomfort von Kleidungsstücken aus – oder bei Bettwaren und Schlafsäcken den physiologischen Schlafkomfort.

### Hautsensorischer Komfort
Die hautsensorischen Eigenschaften gehören ebenso wie das Wärme- und Feuchtemanagement
von Textilien zu den maßgeblichen Aspekten des Tragekomforts. So erzeugt ein auf der nassen Haut herab rinnender Schweißtropfen einen unangenehmen Berührungsreiz und schweißfeuchte Textilien werden auf der Haut als unangenehm empfunden.

### Ergonomischer Komfort
Die Passform der Kleidung entscheidet zusammen mit dem physiologischen Komfort darüber, wie wohl sich ein Mensch in seiner Kleidung fühlt und wie gut diese akzeptiert wird. Letzteres ist vor allem im Hinblick auf das Tragen von Berufs- oder Persönlicher Schutzausrüstung ein wichtiger Gesichtspunkt.

## Untersuchungsmethoden

### Untersuchungsmethoden thermophysiologischer Komfort
Die verschiedenen Aspekte des Trage- und Schlafkomforts lassen sich objektiv durch wissenschaftliche Untersuchungsmethoden quantifizieren.

#### Hohensteiner Hautmodell
Das Hohensteiner Hautmodell wurde um 1956 von Jürgen Mecheels an den Hohenstein Instituten in Bönnigheim entwickelt. Mit seiner Hilfe lässt sich der thermische Komfort von textilen Flächengebilden (Gewebe und Gestricke) objektiv messen und beurteilen. Das Hohensteiner Hautmodell besteht aus einer elektrisch auf Hauttemperatur beheizbaren, porösen Metallplatte, der Wasser zugeführt wird und die in einem Klimaschrank mit variabler Temperatur, Luftfeuchtigkeit und Luftbewegung eingebaut ist. Das Hautmodell simuliert die Wärme- und Feuchteabgabe der Haut.
Die Messungen mit dem Hautmodell liefern spezifische Kenngrößen wie z. B. Wärmeisolation, Wasserdampfdurchgangswiderstand als Maß für die „Atmungsaktivität“, Schweißtransport und Schweißpufferung, Trocknungszeit usw. Diese Kenngrößen charakterisieren die thermophysiologische Qualität der Textilien.
Um diese heute weltweit im Bereich der Bekleidungsphysiologie etablierten Untersuchungsmethoden und die damit verbundenen Beurteilungsmodelle entwickeln zu können, waren zahlreiche Messreihen mit menschlichen Probanden notwendig, deren Körperfunktionen erfasst wurden und die ihren subjektiven Tragekomfort einstufen mussten. Testpersonen kommen auch heute noch zum Einsatz, wenn es gilt, ein vollständig neues Produkt zu entwickeln oder die Ergebnisse der Untersuchungen mit Hautmodell und thermischer Gliederpuppe zu bestätigen.

#### Thermische Gliederpuppe
Mit Hilfe der an den Hohenstein Instituten entwickelten thermischen Gliederpuppen „Charlie“ (Standardmann) und „Charlene“ (Standardkind) und „Charlotte“ (Standardfrau) lässt sich die Wärmeisolation konfektionierter Kleidungsstücke, Bettwaren und Schlafsäcke ermitteln. Das so genannte Thermoregulationsmodell des Menschen besteht aus Kupfer bzw. Kunststoff und ist mit einem computergesteuerten Heizsystem versehen, mit dem sich die Wärmeproduktion für verschiedene Körpersektionen getrennt voneinander regeln lässt. Die thermische Gliederpuppe ist in einer Klimakammer untergebracht, in der sich die verschiedensten Umgebungstemperaturen simulieren lassen.
Je mehr Wärme beispielsweise an Armen oder Beinen abgegeben wird, desto schlechter ist dort die Wärmeisolation des untersuchten Kleidungsstückes. Da diese ganz gravierend von den Ventilationseffekten beeinflusst wird, die durch Bewegungen zustande kommen, bewegt sich die Gliederpuppe bei der Untersuchung von Kleidung an einem Gestänge so, als würde sie flott marschieren.
Die Untersuchungen an den thermischen Gliederpuppen sind eine wichtige Ergänzung zu denen am Hautmodell, da hierbei der Einfluss der Konfektion (Passform, elastische Bündchen, Rollkragen usw.) berücksichtigt wird. Weil die thermische Gliederpuppe nicht schwitzt, lässt sich das Feuchte-Management und damit ein wichtiger Aspekt des thermophysiologischen Tragekomforts nur beurteilen, wenn als Basis Untersuchungen am Hautmodell vorliegen.

#### Thermoregulationsmodell ‚schwitzende Hand‘ und ‚schwitzender Fuß‘
In der ‚schwitzenden Hand‘ und dem ‚schwitzenden Fuß‘ sind die Funktionsprinzipien des Hautmodells und der thermischen Gliederpuppen miteinander kombiniert worden, d. h. die Wärme- und Feuchtigkeitsabgabe bei kontrollierten klimatischen Umgebungsbedingungen. Mit den Messinstrumenten lassen sich damit sowohl die Wärmeisolation wie auch die Atmungsaktivität von Handschuhen sowie Socken und Schuhen beurteilen.

#### Polsterprüfgerät
Sowohl bei ausgekühlten wie auch aufgeheizten Kfz-Sitzen dauert es einige Zeit, bis sich ein angenehmer Sitzkomfort eingestellt hat. Mit Hilfe des Polsterprüfgerätes wird der Temperatureindruck (Initialwärmefluss), den ein Mensch beim ersten Kontakt empfindet, ermittelt. Darüber hinaus wird die effektive Wärmeisolation von Sitzen während längerer Autofahrten bei den unterschiedlichsten Umgebungstemperaturen erfasst.

#### Menschliche Probanden
Mit Hilfe des Hohensteiner Hautmodells und den thermischen Gliederpuppen lässt sich der thermophysiologische Komfort objektiv messen und beurteilen. Um diese, heute weltweit im Bereich der Bekleidungsphysiologie etablierten, Untersuchungsmethoden und die damit verbundenen Beurteilungsmodelle entwickeln zu können, waren zahlreiche Messreihen mit menschlichen Probanden notwendig. Diese kommen bei den Hohenstein Instituten auch heute noch zum Einsatz wenn es gilt, ein vollständig neues Produkt zu entwickeln oder die Ergebnisse der Untersuchungen mit Hautmodell und thermischer Gliederpuppe zu bestätigen.

### Untersuchungsparameter hautsensorischer Komfort

#### Klebeindex
Eine poröse, gesinterte Glasplatte, der Wasser mittels einer Motorbürette zugeführt wird, simuliert die schwitzende Haut. Die Textilprobe, befestigt an einem zylindrischen Kraftaufnehmer, wird über die Platte gezogen. Die dazu notwendige Kraft wird gemessen und ergibt den so genannten Klebeindex, anhand dessen sich beurteilen lässt, ob das Textil beim Schwitzen unangenehm an der Haut
kleben wird.

#### Kontaktpunkte und Oberflächenindex
An einen Oberflächenscanner bzw. ein Mikroskop angekoppelte Bildanalyse-Systeme zeigen für Textilien die Anzahl der Kontaktpunkte sowie einen Oberflächenindex als Maßstab für die Kontaktfläche mit der Haut bzw. die Haarigkeit der Oberfläche.

#### Biegesteifigkeit
Zur Ermittlung der Steifigkeit eines textilen Materials wird in einer Messeinrichtung per Laserstrahl der Biegewinkel des auf einem dünnen Zapfen aufgelegten Stoffstreifens gemessen. Auf  Basis jahrzehntelanger Erfahrungen wurden für verschiedene Produkt- und Einsatzbereiche Vorgaben definiert, die einen optimalen Tragekomfort gewährleisten und mechanische Hautirritationen aufgrund zu hoher Biegesteifigkeit ausschließen.

#### Sorptionsindex
Weil die Sensibilität der Haut für mechanische Irritationen mit zunehmender Feuchtigkeit größer wird, ist es für den sensorischen Tragekomfort von Vorteil, wenn ein textiles Material den Schweiß möglichst rasch von der Haut abtransportiert. Der Sorptionsindex gibt die Geschwindigkeit an, mit der ein auf das Textil auftreffender Wassertropfen von diesem absorbiert wird.

### Untersuchungsmethode ergonomischer Komfort
Bei der Prüfung der Passform werden die Kleidungsstücke von Versuchspersonen anprobiert, deren Körpermaße mit der im Etikett angegebenen Konfektionsgröße übereinstimmen. Grundlage der Passformbewertung bei Berufskleidung bilden wie bei der Alltagskleidung die Größentabellen für Damenoberbekleidung (DOB) sowie Herren- und Knabenkonfektion (HAKA). Von erfahrenen Bekleidungstechnikern werden die Kleidungsstücke hinsichtlich Längen- und Weitenmaßen, Gebrauchstauglichkeit, Bewegungsfreiheit, Funktion und bzgl. der Optik beurteilt. Diese Prüfung wird nicht nur bei neuen Kleidungsstücken durchgeführt, sondern auch nach erfolgter Pflegebehandlung, d. h. Waschen, Reinigen und Trocknen. Die Passform eines Kleidungsstückes soll sich im Optimalfall, ebenso wie der Zustand des Materials, der Nähte usw. nicht verändern.

## Komfortnote
Die Ergebnisse der Untersuchungen am Hautmodell und den thermischen Gliederpuppen (= thermophysiologischer Komfort) fließen zusammen mit der Beurteilung der Hautsensorik in die so genannte Trage- bzw. Schlafkomfortnote ein. Dies ist möglich, da Forschungsarbeiten gezeigt haben, dass die Tragekomfortempfindung zu ca. 66 % durch die thermophysiologischen und zu ca. 34 % durch die hautsensorischen Eigenschaften der Textilien verursacht werden.
Die Komfortnote wird im „Schulnotensystem“ von 1 für „sehr gut“ bis 6 für „ungenügend“ vergeben und ermöglicht dem Verbraucher den einfachen Vergleich zwischen unterschiedlichen Produkten. In Normen zur Ausgestaltung von Berufskleidung oder Persönlicher Schutzausrüstung finden sich z. T. Mindestvorgaben für die Tragekomfortnote.